# Les Joueurs d'échecs (anonyme)
Pour les articles homonymes, voir Les Joueurs d'échecs.
Les Joueurs d'échecs (en italien : I Giocatori di Scacchi) est un tableau attribué à un artiste anonyme de l'école caravagesque, représentant une partie d'échecs.

## Histoire du tableau
Le tableau a été réalisé en 1610 (certains historiens d'art élargissent la période de datation de  1590 à 1610), et est généralement attribué à un artiste de l'école de Caravage (1573-1610). Il est parfois attribué  au Caravage lui-même par certains historiens. Les dimensions du tableau, une peinture à l'huile sur toile, sont de 128 × 94 cm. Il appartient aux Galeries de l'Académie de Venise et il est exposé à la Convento dei Canonici Lateranensi Gallerie dell'Accademia, où il est répertorié sous le no  d'inventaire 633.

## Sujet du tableau
|   | a | b | c | d | e | f | g | h |   |
| 8 | Cavalier noir sur case noire h4 · Tour noire sur case noire a3 · Pion blanc sur case blanche e2 · Pion noir sur case noire h2 · Roi blanc sur case noire a1 · Roi noir sur case noire c1 | Cavalier noir sur case noire h4 · Tour noire sur case noire a3 · Pion blanc sur case blanche e2 · Pion noir sur case noire h2 · Roi blanc sur case noire a1 · Roi noir sur case noire c1 | Cavalier noir sur case noire h4 · Tour noire sur case noire a3 · Pion blanc sur case blanche e2 · Pion noir sur case noire h2 · Roi blanc sur case noire a1 · Roi noir sur case noire c1 | Cavalier noir sur case noire h4 · Tour noire sur case noire a3 · Pion blanc sur case blanche e2 · Pion noir sur case noire h2 · Roi blanc sur case noire a1 · Roi noir sur case noire c1 | Cavalier noir sur case noire h4 · Tour noire sur case noire a3 · Pion blanc sur case blanche e2 · Pion noir sur case noire h2 · Roi blanc sur case noire a1 · Roi noir sur case noire c1 | Cavalier noir sur case noire h4 · Tour noire sur case noire a3 · Pion blanc sur case blanche e2 · Pion noir sur case noire h2 · Roi blanc sur case noire a1 · Roi noir sur case noire c1 | Cavalier noir sur case noire h4 · Tour noire sur case noire a3 · Pion blanc sur case blanche e2 · Pion noir sur case noire h2 · Roi blanc sur case noire a1 · Roi noir sur case noire c1 | Cavalier noir sur case noire h4 · Tour noire sur case noire a3 · Pion blanc sur case blanche e2 · Pion noir sur case noire h2 · Roi blanc sur case noire a1 · Roi noir sur case noire c1 | 8 |
| 7 | Cavalier noir sur case noire h4 · Tour noire sur case noire a3 · Pion blanc sur case blanche e2 · Pion noir sur case noire h2 · Roi blanc sur case noire a1 · Roi noir sur case noire c1 | Cavalier noir sur case noire h4 · Tour noire sur case noire a3 · Pion blanc sur case blanche e2 · Pion noir sur case noire h2 · Roi blanc sur case noire a1 · Roi noir sur case noire c1 | Cavalier noir sur case noire h4 · Tour noire sur case noire a3 · Pion blanc sur case blanche e2 · Pion noir sur case noire h2 · Roi blanc sur case noire a1 · Roi noir sur case noire c1 | Cavalier noir sur case noire h4 · Tour noire sur case noire a3 · Pion blanc sur case blanche e2 · Pion noir sur case noire h2 · Roi blanc sur case noire a1 · Roi noir sur case noire c1 | Cavalier noir sur case noire h4 · Tour noire sur case noire a3 · Pion blanc sur case blanche e2 · Pion noir sur case noire h2 · Roi blanc sur case noire a1 · Roi noir sur case noire c1 | Cavalier noir sur case noire h4 · Tour noire sur case noire a3 · Pion blanc sur case blanche e2 · Pion noir sur case noire h2 · Roi blanc sur case noire a1 · Roi noir sur case noire c1 | Cavalier noir sur case noire h4 · Tour noire sur case noire a3 · Pion blanc sur case blanche e2 · Pion noir sur case noire h2 · Roi blanc sur case noire a1 · Roi noir sur case noire c1 | Cavalier noir sur case noire h4 · Tour noire sur case noire a3 · Pion blanc sur case blanche e2 · Pion noir sur case noire h2 · Roi blanc sur case noire a1 · Roi noir sur case noire c1 | 7 |
| 6 | Cavalier noir sur case noire h4 · Tour noire sur case noire a3 · Pion blanc sur case blanche e2 · Pion noir sur case noire h2 · Roi blanc sur case noire a1 · Roi noir sur case noire c1 | Cavalier noir sur case noire h4 · Tour noire sur case noire a3 · Pion blanc sur case blanche e2 · Pion noir sur case noire h2 · Roi blanc sur case noire a1 · Roi noir sur case noire c1 | Cavalier noir sur case noire h4 · Tour noire sur case noire a3 · Pion blanc sur case blanche e2 · Pion noir sur case noire h2 · Roi blanc sur case noire a1 · Roi noir sur case noire c1 | Cavalier noir sur case noire h4 · Tour noire sur case noire a3 · Pion blanc sur case blanche e2 · Pion noir sur case noire h2 · Roi blanc sur case noire a1 · Roi noir sur case noire c1 | Cavalier noir sur case noire h4 · Tour noire sur case noire a3 · Pion blanc sur case blanche e2 · Pion noir sur case noire h2 · Roi blanc sur case noire a1 · Roi noir sur case noire c1 | Cavalier noir sur case noire h4 · Tour noire sur case noire a3 · Pion blanc sur case blanche e2 · Pion noir sur case noire h2 · Roi blanc sur case noire a1 · Roi noir sur case noire c1 | Cavalier noir sur case noire h4 · Tour noire sur case noire a3 · Pion blanc sur case blanche e2 · Pion noir sur case noire h2 · Roi blanc sur case noire a1 · Roi noir sur case noire c1 | Cavalier noir sur case noire h4 · Tour noire sur case noire a3 · Pion blanc sur case blanche e2 · Pion noir sur case noire h2 · Roi blanc sur case noire a1 · Roi noir sur case noire c1 | 6 |
| 5 | Cavalier noir sur case noire h4 · Tour noire sur case noire a3 · Pion blanc sur case blanche e2 · Pion noir sur case noire h2 · Roi blanc sur case noire a1 · Roi noir sur case noire c1 | Cavalier noir sur case noire h4 · Tour noire sur case noire a3 · Pion blanc sur case blanche e2 · Pion noir sur case noire h2 · Roi blanc sur case noire a1 · Roi noir sur case noire c1 | Cavalier noir sur case noire h4 · Tour noire sur case noire a3 · Pion blanc sur case blanche e2 · Pion noir sur case noire h2 · Roi blanc sur case noire a1 · Roi noir sur case noire c1 | Cavalier noir sur case noire h4 · Tour noire sur case noire a3 · Pion blanc sur case blanche e2 · Pion noir sur case noire h2 · Roi blanc sur case noire a1 · Roi noir sur case noire c1 | Cavalier noir sur case noire h4 · Tour noire sur case noire a3 · Pion blanc sur case blanche e2 · Pion noir sur case noire h2 · Roi blanc sur case noire a1 · Roi noir sur case noire c1 | Cavalier noir sur case noire h4 · Tour noire sur case noire a3 · Pion blanc sur case blanche e2 · Pion noir sur case noire h2 · Roi blanc sur case noire a1 · Roi noir sur case noire c1 | Cavalier noir sur case noire h4 · Tour noire sur case noire a3 · Pion blanc sur case blanche e2 · Pion noir sur case noire h2 · Roi blanc sur case noire a1 · Roi noir sur case noire c1 | Cavalier noir sur case noire h4 · Tour noire sur case noire a3 · Pion blanc sur case blanche e2 · Pion noir sur case noire h2 · Roi blanc sur case noire a1 · Roi noir sur case noire c1 | 5 |
| 4 | Cavalier noir sur case noire h4 · Tour noire sur case noire a3 · Pion blanc sur case blanche e2 · Pion noir sur case noire h2 · Roi blanc sur case noire a1 · Roi noir sur case noire c1 | Cavalier noir sur case noire h4 · Tour noire sur case noire a3 · Pion blanc sur case blanche e2 · Pion noir sur case noire h2 · Roi blanc sur case noire a1 · Roi noir sur case noire c1 | Cavalier noir sur case noire h4 · Tour noire sur case noire a3 · Pion blanc sur case blanche e2 · Pion noir sur case noire h2 · Roi blanc sur case noire a1 · Roi noir sur case noire c1 | Cavalier noir sur case noire h4 · Tour noire sur case noire a3 · Pion blanc sur case blanche e2 · Pion noir sur case noire h2 · Roi blanc sur case noire a1 · Roi noir sur case noire c1 | Cavalier noir sur case noire h4 · Tour noire sur case noire a3 · Pion blanc sur case blanche e2 · Pion noir sur case noire h2 · Roi blanc sur case noire a1 · Roi noir sur case noire c1 | Cavalier noir sur case noire h4 · Tour noire sur case noire a3 · Pion blanc sur case blanche e2 · Pion noir sur case noire h2 · Roi blanc sur case noire a1 · Roi noir sur case noire c1 | Cavalier noir sur case noire h4 · Tour noire sur case noire a3 · Pion blanc sur case blanche e2 · Pion noir sur case noire h2 · Roi blanc sur case noire a1 · Roi noir sur case noire c1 | Cavalier noir sur case noire h4 · Tour noire sur case noire a3 · Pion blanc sur case blanche e2 · Pion noir sur case noire h2 · Roi blanc sur case noire a1 · Roi noir sur case noire c1 | 4 |
| 3 | Cavalier noir sur case noire h4 · Tour noire sur case noire a3 · Pion blanc sur case blanche e2 · Pion noir sur case noire h2 · Roi blanc sur case noire a1 · Roi noir sur case noire c1 | Cavalier noir sur case noire h4 · Tour noire sur case noire a3 · Pion blanc sur case blanche e2 · Pion noir sur case noire h2 · Roi blanc sur case noire a1 · Roi noir sur case noire c1 | Cavalier noir sur case noire h4 · Tour noire sur case noire a3 · Pion blanc sur case blanche e2 · Pion noir sur case noire h2 · Roi blanc sur case noire a1 · Roi noir sur case noire c1 | Cavalier noir sur case noire h4 · Tour noire sur case noire a3 · Pion blanc sur case blanche e2 · Pion noir sur case noire h2 · Roi blanc sur case noire a1 · Roi noir sur case noire c1 | Cavalier noir sur case noire h4 · Tour noire sur case noire a3 · Pion blanc sur case blanche e2 · Pion noir sur case noire h2 · Roi blanc sur case noire a1 · Roi noir sur case noire c1 | Cavalier noir sur case noire h4 · Tour noire sur case noire a3 · Pion blanc sur case blanche e2 · Pion noir sur case noire h2 · Roi blanc sur case noire a1 · Roi noir sur case noire c1 | Cavalier noir sur case noire h4 · Tour noire sur case noire a3 · Pion blanc sur case blanche e2 · Pion noir sur case noire h2 · Roi blanc sur case noire a1 · Roi noir sur case noire c1 | Cavalier noir sur case noire h4 · Tour noire sur case noire a3 · Pion blanc sur case blanche e2 · Pion noir sur case noire h2 · Roi blanc sur case noire a1 · Roi noir sur case noire c1 | 3 |
| 2 | Cavalier noir sur case noire h4 · Tour noire sur case noire a3 · Pion blanc sur case blanche e2 · Pion noir sur case noire h2 · Roi blanc sur case noire a1 · Roi noir sur case noire c1 | Cavalier noir sur case noire h4 · Tour noire sur case noire a3 · Pion blanc sur case blanche e2 · Pion noir sur case noire h2 · Roi blanc sur case noire a1 · Roi noir sur case noire c1 | Cavalier noir sur case noire h4 · Tour noire sur case noire a3 · Pion blanc sur case blanche e2 · Pion noir sur case noire h2 · Roi blanc sur case noire a1 · Roi noir sur case noire c1 | Cavalier noir sur case noire h4 · Tour noire sur case noire a3 · Pion blanc sur case blanche e2 · Pion noir sur case noire h2 · Roi blanc sur case noire a1 · Roi noir sur case noire c1 | Cavalier noir sur case noire h4 · Tour noire sur case noire a3 · Pion blanc sur case blanche e2 · Pion noir sur case noire h2 · Roi blanc sur case noire a1 · Roi noir sur case noire c1 | Cavalier noir sur case noire h4 · Tour noire sur case noire a3 · Pion blanc sur case blanche e2 · Pion noir sur case noire h2 · Roi blanc sur case noire a1 · Roi noir sur case noire c1 | Cavalier noir sur case noire h4 · Tour noire sur case noire a3 · Pion blanc sur case blanche e2 · Pion noir sur case noire h2 · Roi blanc sur case noire a1 · Roi noir sur case noire c1 | Cavalier noir sur case noire h4 · Tour noire sur case noire a3 · Pion blanc sur case blanche e2 · Pion noir sur case noire h2 · Roi blanc sur case noire a1 · Roi noir sur case noire c1 | 2 |
| 1 | Cavalier noir sur case noire h4 · Tour noire sur case noire a3 · Pion blanc sur case blanche e2 · Pion noir sur case noire h2 · Roi blanc sur case noire a1 · Roi noir sur case noire c1 | Cavalier noir sur case noire h4 · Tour noire sur case noire a3 · Pion blanc sur case blanche e2 · Pion noir sur case noire h2 · Roi blanc sur case noire a1 · Roi noir sur case noire c1 | Cavalier noir sur case noire h4 · Tour noire sur case noire a3 · Pion blanc sur case blanche e2 · Pion noir sur case noire h2 · Roi blanc sur case noire a1 · Roi noir sur case noire c1 | Cavalier noir sur case noire h4 · Tour noire sur case noire a3 · Pion blanc sur case blanche e2 · Pion noir sur case noire h2 · Roi blanc sur case noire a1 · Roi noir sur case noire c1 | Cavalier noir sur case noire h4 · Tour noire sur case noire a3 · Pion blanc sur case blanche e2 · Pion noir sur case noire h2 · Roi blanc sur case noire a1 · Roi noir sur case noire c1 | Cavalier noir sur case noire h4 · Tour noire sur case noire a3 · Pion blanc sur case blanche e2 · Pion noir sur case noire h2 · Roi blanc sur case noire a1 · Roi noir sur case noire c1 | Cavalier noir sur case noire h4 · Tour noire sur case noire a3 · Pion blanc sur case blanche e2 · Pion noir sur case noire h2 · Roi blanc sur case noire a1 · Roi noir sur case noire c1 | Cavalier noir sur case noire h4 · Tour noire sur case noire a3 · Pion blanc sur case blanche e2 · Pion noir sur case noire h2 · Roi blanc sur case noire a1 · Roi noir sur case noire c1 | 1 |
|   | a | b | c | d | e | f | g | h |   |

Trois personnes sont représentées sur le tableau dont deux jouent aux échecs : un homme, vêtu modestement mais avec élégance ; un jeune homme, vêtu d'un costume coloré et cher ; la femme elle-même est vêtue d'un chemisier transparent et d'une robe simple et légère. Elle a quelques rides sur le visage et n'est donc plus si jeune, elle semble désinvolte et peut-être de mœurs légères. À côté de l'échiquier se trouvent une poignée de pièces d'argent. La scène reste dans la pénombre et permet aux personnages d'être décontractés et de ne pas garder une attitude conventionnelle. À gauche, sur la table, se trouvent des verres de deux variétés d'alcools.
Le jeune homme a gagné la partie, le geste de la main de son adversaire exprime habituellement la surprise et la reconnaissance de sa défaite.
L'intrigue, associée à la passion dans les jeux, est représentée par la créativité du Caravage, et il en est ainsi également dans les œuvres des peintres de son école. Cette créativité leur permet de transmettre les nuances psychologiques subtiles  apparaissant sur les visages des joueurs, des participants et des spectateurs du jeu. Il arrive souvent que des compositions des disciples du Caravage soient basées sur des œuvres du maître lui-même et parfois même sans rapport avec le jeu. Ainsi le tableau de Theodore Rombouts Les Joueurs de cartes (Musée royal, Anvers) est basée sur un motif de la composition de  La Vocation de saint Matthieu du Caravage. Rombouts reprend même deux personnages de l'artiste italien, soit l'homme de dos au premier plan qui présente son dos aux spectateurs et le vieillard regardant, à travers ses lunettes, les cartes de son voisin.

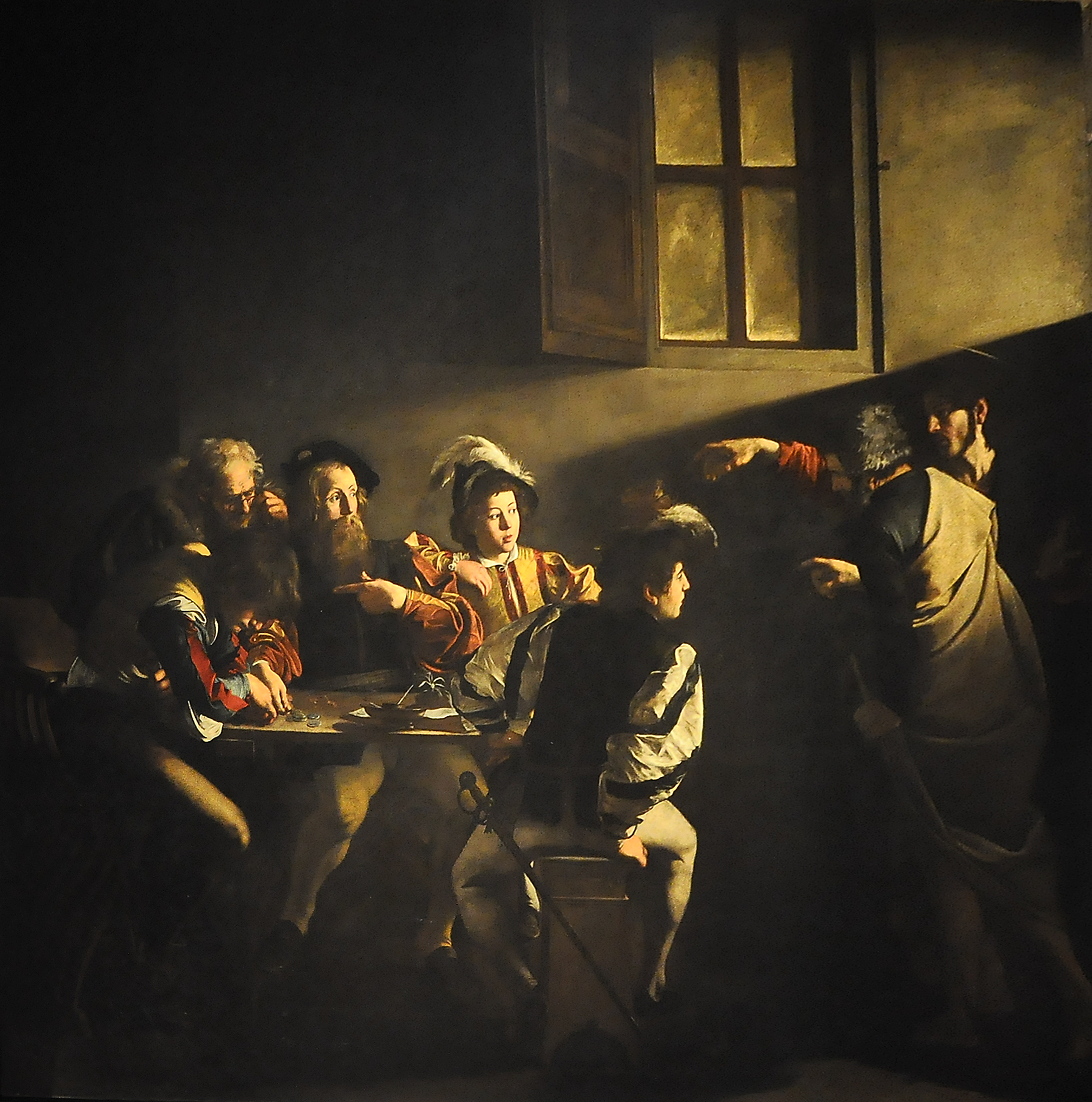
Le Caravage (1571-1610) La Vocation de saint Matthieu (1599-1600) - Rome San Luigi dei Francesi.
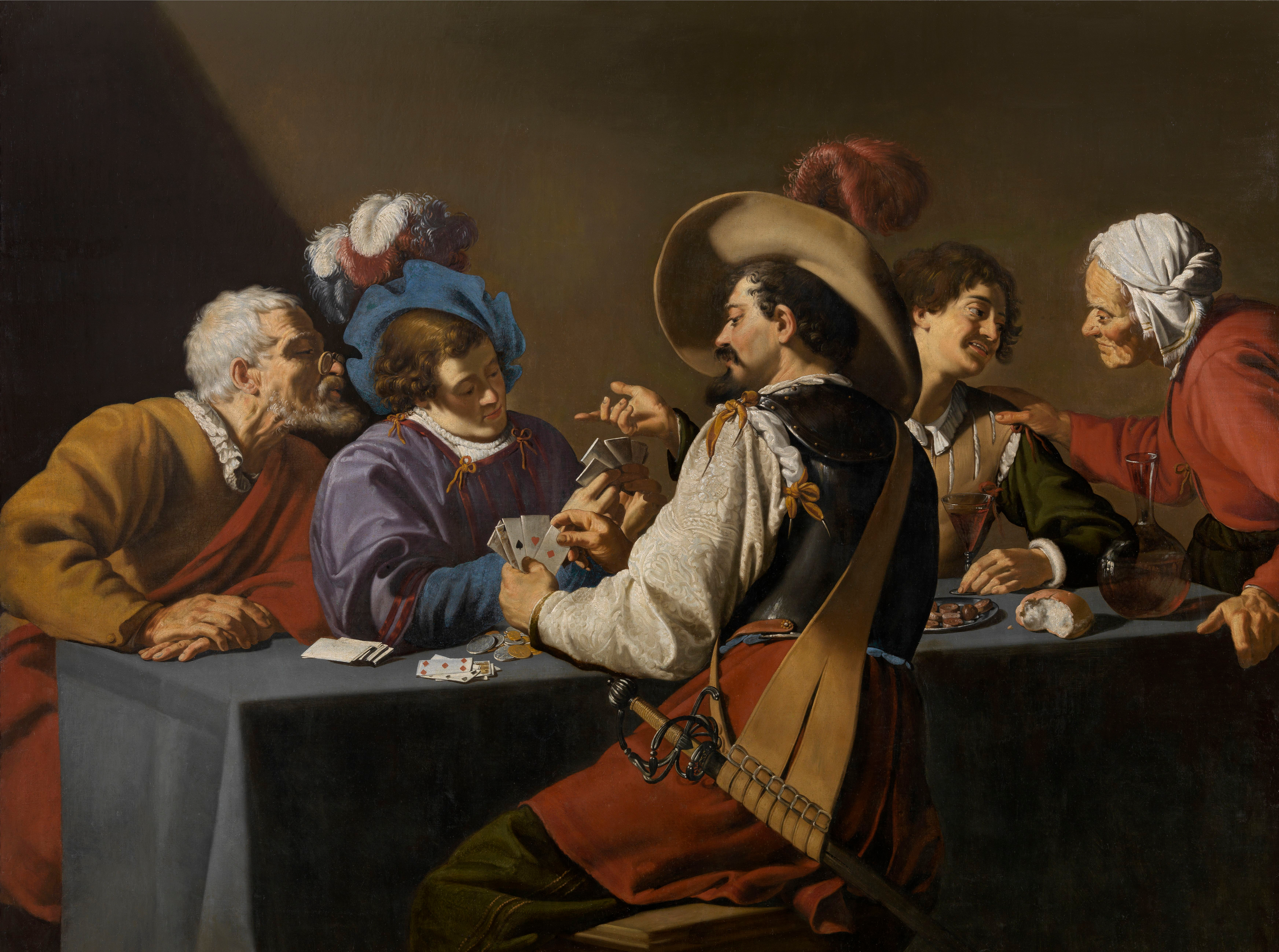
Theodore Rombouts (1597-1635), Joueurs de cartes, Musée royal d'Anvers.

Ce tableau, Les Joueurs d'échecs, œuvre d'un auteur anonyme est, semble-t-il, la seule représentation du jeu d'échecs chez les caravagesques. Habituellement ils dépeignent des jeux de cartes ou de trictrac où la victoire est déterminée en grande partie par la chance et durant lesquels les passions s'expriment avec plus d'intensité qu'aux échecs.

## Position des pièces
La position des pièces est facilement repérable sur la tableau. Les noirs dominent en positions et en nombre de pièces. Le jeune homme tient en main la tour noire, au-dessus de l'échiquier et va la poser en a3 où elle met le roi blanc en échec et mat. Comme dans d'autres tableaux de cette époque, la disposition des cases noires représentées sur la toile correspond à la disposition des cases blanches sur un échiquier moderne.